# Hallopark
Der Hallopark ist eine Parkanlage im nördlichen Essener Stadtteil Stoppenberg.

## Geschichte

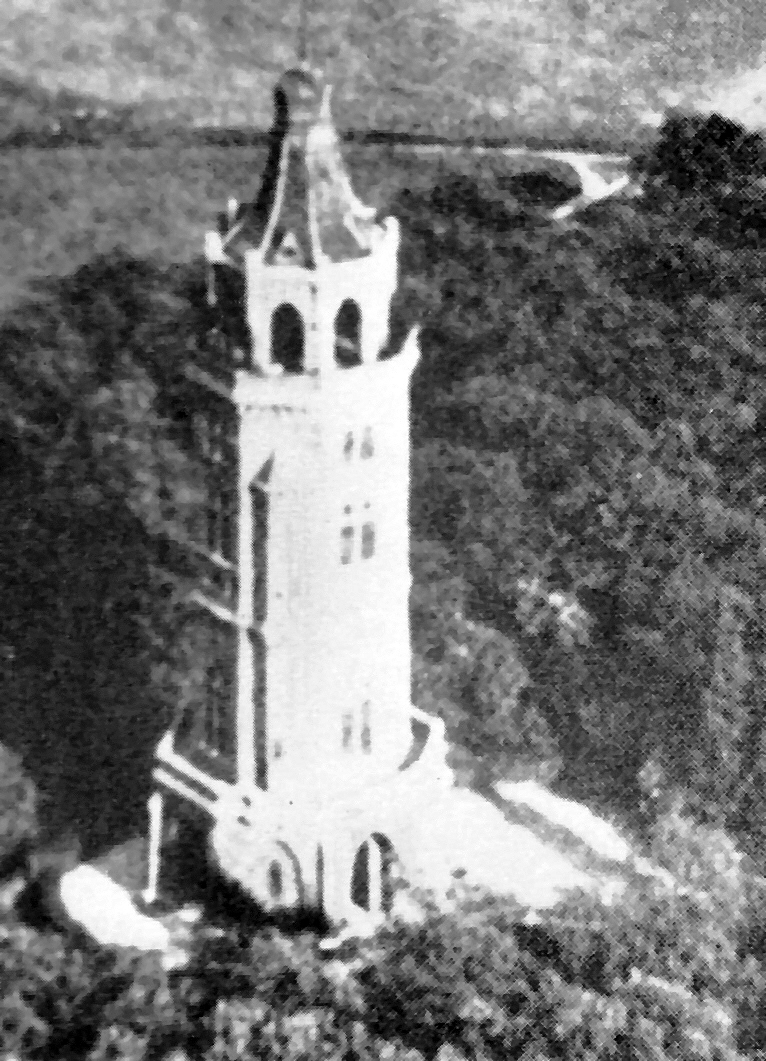
Ehemaliger Kaiser-Wilhelm-Turm

Die Anfänge des Halloparks liegen in der Umgebung des am 10. Juni 1899 eingeweihten, neugotischen Kaiser-Wilhelm-Turmes, der nach Wilhelm I. benannt war und als vierstöckiger Aussichtsturm auf der natürlichen Anhöhe im Essener Norden, dem Hallo, stand. Der 43 Meter hohe Turm beherbergte ein kleines Museum mit einer Waffensammlung und Erinnerungsstücken aus der preußisch-deutschen Geschichte, das 1920 ausgelagert wurde. Der Verbleib des Inventars ist seitdem unbekannt. Zudem gab es einen eigens für den Turm komponierten Halloturm-Marsch. Nahe gelegen gab es eine Gaststätte mit Jugendstilsaal. Im Zweiten Weltkrieg wurde der in den Jahren 1897 bis 1899 errichtete Turm schwer beschädigt und später nicht wieder aufgebaut. 
Am 29. September 1929 wurde am Südeingang des Parks ein noch heute erhaltenes Denkmal eingeweiht. Der Findling wird Stein der Republik genannt und zeigt Bildnisse von Matthias Erzberger, Friedrich Ebert und Walther Rathenau.
In den 1970er Jahren erhielt der Park seine annähernd heutige Ausdehnung von rund 30 Hektar. Dabei wurden 1971 die Reste des alten Kaiser-Wilhelm-Turmes gesprengt.

## Heutiger Charakter
Der Hallopark bietet alten Baumbestand und die größte zusammenhängende Rasenfläche der Stadt Essen, die eine Ausdehnung von rund 33.000 Quadratmetern hat. Dazu gehören einige Spielplätze sowie ein Teich, aus dem der Schwarzbach entspringt. Im Osten des Hallos liegt ein Flugfeld für Modellflugzeuge. Angrenzend befindet sich der 2001 eröffnete Sportpark Am Hallo.